# 顧珣
顧珣（1425年—？），字文之，直隸蘇州府吳縣人，民籍，明朝政治人物。進士出身。

## 生平
景泰元年（1450年）庚午科應天府鄉試第一百十四名。景泰二年（1451年）辛未科會試第一百十六名，殿試登進士第二甲第六十八名。

## 家族
曾祖顧德甫。祖父顧思聰。父亲顧孟惠。